# ゴイセン
ゴイセンまたはゴイゼン（独: Geusen  発音）、フーゼン（蘭: Geuzen  発音）、グー（仏: Geux、Gueux）は、スペインによる迫害に抗して1566年に結成されたネーデルラントの貴族の同盟である。
由来は「乞食」を意味し、日本語訳して「乞食党」ともいう。のちに、同地におけるカルヴァン派を指すようになった。

## 沿革
1477年にハプスブルク家の所領となったネーデルラント17州は、神聖ローマ皇帝カール5世の死後、息子フェリペ2世の統治下にあった。熱烈なカトリック教徒であったフェリペ2世は、カトリックの教義を再確認したトリエント公会議の決定事項を実行すべく、ネーデルラントで異端審問を行い、プロテスタントを弾圧した。また都市の自治権を剥奪し、市民には重税を課すなどした。これに対し、ナッサウ伯ルートヴィヒ（ローデウェイク、オラニエ公ウィレム1世の弟）やブレーデローデ伯ヘンドリックが中心となって同盟を結成、カトリック・プロテスタント双方から、下級貴族約400名が集結した。
1566年4月5日、彼らはブリュッセルの宮廷に赴き、総督パルマ公妃マルゲリータに対し、トリエント公会議の決定事項の強制を取りやめるよう求める請願書を提出した。この時、慌てたマルゲリータに対し廷臣ベルレーモンが、「ゴイセン（乞食）の群れに過ぎません」と語ったことから「ゴイセン」と呼ばれるようになり、また彼らもこのように自称した。以後「ゴイセン」はネーデルラントの愛国者を指す名称となった。抗議行動は新教徒、特にカルヴァン派を中心として展開されたため、カルヴァン派の異称ともなった。
ゴイセンは各地で野外説法を行ってスペインの暴政を非難し、また一部の過激派は教会を襲撃して聖像を破壊した。治安の乱れを懸念したフェリペ2世は、1567年にアルバ公を総督として派遣（ - 1573年）。八十年戦争（1568年 – 1648年）の開戦も相まって、アルバ公は以前にも増して苛烈な圧政を展開した。迫害の強化により、抗議行動は鎮圧された。

## 海の乞食団
この弾圧で、10万人ともいわれるネーデルラント人が国外へ亡命した。彼らはカルヴァン派貴族を中心にして「海の乞食団」（蘭: Watergeuzen：ワーターフーゼン、独: Wassergeusen：ヴァッサーゴイゼン）と呼ばれる軍事集団を組織。 オラニエ公ウィレム1世の特許状やイングランドの支援を後ろ盾に、スペイン船の拿捕や海岸近くのカトリック教会の襲撃を行った。また、ホラント州、ゼーラント州の諸都市を攻略し、八十年戦争の進展に少なからず影響を与えた（→海賊）。